# Lotarev D-36
O Ivchenko Progress D-36 (também conhecido como Lotarev D-36) é um motor turbofan de alta razão de diluição de três eixos, produzido atualmente na Ucrânia pela Motor Sich.

## Projeto e desenvolvimento
O motor foi desenvolvido para as aeronaves Yak-42, An-72 e An-74, sendo um motor muito avançado em seu lançamento, na década de 1970. Foi projetado por Vladimir Lotarev. Os primeiros testes iniciaram em 1971, com os primeiros testes em voo ocorrendo em 1974 e iniciando a produção em série no ano de 1977.
O motor possui um fan de estágio único com 29 pás de titânio e um revestimento de Kevlar, girado por uma turbina de três estágios. O compressor de baixa pressão com seis estágios era produzido de titânio, girado por uma turbina de baixa pressão de único estágio não refrigerada. O compressor de alta pressão com sete estágios e pás de aço eram giradas por uma turbina de alta pressão, também de aço.
Uma vez que a tradição na era soviética era de melhorar de forma gradual e contínua os motores em questões de manutenção, os motores passaram da série 1 para a 3A (dependendo da aplicação). A série 1 (utilizada no Yak-42D) não possuía um sistema de empuxo reverso. Já nas séries 1A a 3A eram equipadas com este dispositivo (utilizados no An-72/An-74). A mais recente da família (após a queda da União Soviética) é a série 4A, que vem sendo fabricada desde 2002. As melhorias incluíram pás de titânio curvadas e um dispositivo de reverso atualizado. As pás com projeto mais avançados, além de revestimentos anti-calor e resistentes ao desgaste, resultaram em uma melhoria no consumo específico de combustível (kg/h/kgf), caindo de 0.65 para 0.63. A vida em serviço também aumentou exponencialmente para 40.000 horas. A aplicação atual da série 4A é o An-74TK-300.

## Especificações
| Tipo        | Empuxo (kN) | Razão de diluição | Taxa de Pressão | Diâmetro do Fan (mm) | Comprimento (mm) | Peso (kg) | Introdução | Aplicação                   |
| ----------- | ----------- | ----------------- | --------------- | -------------------- | ---------------- | --------- | ---------- | --------------------------- |
| Série 1     | 63.75       | 5.6:1             | 20:1            | 1,333                | 3,930            | 1124      | 1984       | Yakovlev Yak-42             |
| Série 1A/2A | 63.75       | 5.6:1             | 20:1            | 1,333                | 3,192            | 1124      | ?          | Antonov An-72 Antonov An-74 |
| Série 3A    | 63.75       | 5.6:1             | 20:1            | 1,333                | 3,192            | 1124      | ?          | Antonov An-74               |
| Série 4A    | 63.75       | 5.6:1             | 20:1            | 1,333                | 3,732            | 1130      | 2002       | An-74TK-300                 |